# Siwolae
Siwolae es una película surcoreana del año 2000 dirigida por Hyun-Seung Lee.

## Argumento
Kim es una chica que vive en una preciosa casa sobre el agua llamada Il Mare. Cuando la abandona para irse a vivir a otro lugar, deja en su buzón una nota al siguiente inquilino avisándole de que espera una carta y le deja su nueva dirección para que se la envíe. Sin embargo Han, cuando lee dicha nota, queda muy sorprendido pues nunca antes había vivido nadie allí y así se lo comunica a ella, y aunque al principio ambos piensan que uno se está burlando del otro, descubren que en realidad ambos están viviendo en épocas diferentes.

## Elenco
- Jun Ji Hyun como Eun Joo.
- Lee Jung-jae como Han Sung-hyun.
- Kim Mu Saeng
- Jo Seung Yeon
- Min Yun Jae
- Kim Ji Mu.
- Choi Yoon Yeong.
- Lee In Chul.
- Kwon Yeon Gyeong.

## Comentario
Esta bella historia está basada en una novela de Jiro Asada.
Se estrenó el 9 de septiembre de 2000. Aunque llegó a traspasar las fronteras de Corea con el nombre de Il Mare, no llegó a ser demasiado conocida.
En 2006 se realizó un remake llamado La casa del lago dirigida por el cineasta argentino Alejandro Agresti y protagonizada por Keanu Reeves y Sandra Bullock.